# Universidade de Bérgamo
A Universidade de Bérgamo (em italiano: Università degli Studi di Bergamo) é uma instituição de ensino superior com campi na cidade de Bérgamo e Dalmine, na Itália. Fundada em 11 de dezembro de 1968, possuía 22.917 e 769 docentes e pesquisadores em 2019. Seu atual reitor é Remo Morzenti Pellegrini.

## Ligação externa
- Página oficial